# Baia di Frobisher
La baia di Frobisher (in inglese Frobisher Bay) è un'insenatura piuttosto ampia del stretto di Davisnella regione del Nunavut di Qikiqtaaluk (Canada). Si trova nell'angolo sud-orientale dell'isola di Baffin; ha una lunghezza di circa 230 km e una larghezza di che varia dai 40, nel suo sbocco nel mare del Labrador, ai 20 km, verso l'estremità interna.
La capitale del Nunavut, Iqaluit (nota come Frobisher Bay fino al 1987), è situata vicino alla parte più interna della baia.
La baia di Frobisher conta numerose isole interne, tra le quali le isole Hill e Faris vicino a Iqaluit, Pugh, Pike, Fletcher e Bruce, alla bocca della baia interna di Wayne, Augustus, nell'immediato ingresso, e le isole Chase, McLean, Gabriel e Nouyarn verso la bocca della baia.

## Storia
La baia prende il nome dal navigatore inglese Martin Frobisher che, durante la sua ricerca del passaggio a nord-ovest nel 1576, divenne il primo europeo a visitarla. In Europa, fino al viaggio di Hall nel 1861, si pensava fosse uno stretto che separava l'isola di Baffin da un'altra isola.